# Sean Douglas
Sean Douglas (Auckland, 8 maggio 1972) è un ex calciatore neozelandese, di ruolo difensore.

## Palmarès

### Club

#### Competizioni nazionali
- Campionato neozelandese: 1

Auckland City: 2006-2007

#### Competizioni internazionali
- OFC Champions League: 1

Aucklnd City: 2006